# The Tree of Authenticity
The Tree of Authenticity (Originaltitel: L’arbre de l’authenticité) ist ein belgisch-kongolesischer Essayfilm von Sammy Baloji aus dem Jahr 2025.

## Inhalt
Der Film beginnt mit schriftlichen Auszügen aus dem Guardian-Artikel Long-lost Congo notebooks may shed light on how trees react to climate change von Daniel Grossmann, in dem es um wiederentdeckte Notizbücher über Klimaveränderungen im Kongo geht.
Im ersten Teil wird auf Französisch die Geschichte von Paul Panda Farnana aus dessen Perspektive erzählt. Er berichtet über den alltäglichen Rassismus im Kongo, dem er als einziger farbiger Kolonialoffizier ausgesetzt ist. Während einer Reise nach Belgien bricht dort 1914 der Erste Weltkrieg aus, woraufhin Farnana als Freiwilliger dem Corps de Volontaires congolaisé beitritt. In deutscher Kriegsgefangenschaft lernt er Farbige aus allen Kolonien der Welt kennen. Dieser Teil ist mit schwarz-weiß-Bildern von einem belgischen Soldatenfriedhof unterlegt. Ansonsten werden Szenen aus dem Kongo gezeigt, die Plantagen zeigen und an das Arbeitsumfeld von Farnana erinnern. 
Im zweiten Teil erzählt der belgische Kolonialoffizier Abiron Beinaert über seine Erlebnisse im Kongo im Jahr 1941. So wird er von seinem Diener Vincke frisiert oder besucht eine Kriegerzeremonie in einem nahen Dorf. Dabei wundert er sich über die mystische Natur und die Beziehung zu den Kongolesen. Dazu erscheinen Bilder aus einem kongolesischen Institut, in dem einheimische Arbeiter alte biologische Akten sichten. Zuletzt erfährt der Zuschauer von Beinaerts mysteriösen Tod im Kongo.  
Im dritten Teil sieht man Bilder von einem gigantischen Baum im Regenwald, der mittels Untertitel seine Geschichte erzählt. Sein Name ist Lileko und er hat schon König Leopold II. von Belgien Schatten gespendet. Es folgen essayistische Betrachtungen über die Sicht des Baumes auf die Menschheit und den Klimawandel.  

## Produktion
Baloji gab in einem Interview an, dass er mit dem Film koloniale Stereotype infrage stellen und den Einfluss des Landes hervorheben wolle. Für den dritten Teil des Films wurde er von Autor Thomas Hendriks unterstützt, der zuvor das Buch Rainforest Capitalism über die Region schrieb. Um den richtigen Ton einzufangen, habe er mit dem Tonmeister Christ Watson zusammengearbeitet, der sich auf die Aufnahme von Naturgeräuschen spezialisiert hat.
Produktion und Vertrieb trägt Twenty Nine Studio & Production. Der Film feierte auf dem International Film Festival Rotterdam Premiere, wurde auf dem Visions du Réel und auf dem DOK.fest München 2025 in der Reihe African Encounters gezeigt.

## Rezeption
Adham Youssef für „The Film Verdict“: „The Tree of Authenticity [ist] ein frischer Wind im afrikanischen Kino. Er nutzt das koloniale Archiv, um die Jahre der Besatzung und Brutalität anzuprangern, aber auch, um auf die Risiken der Entfremdung von der Natur hinzuweisen und sich mit dem anhaltenden Aktivismus der Welt auseinanderzusetzen. Die Dringlichkeit des Films geht einher mit einer wachsenden Tendenz in der Welt, die globale Erwärmung zu leugnen und, was noch schlimmer ist, das ganze Phänomen den Entwicklungsländern (und in absurden Fällen den Einwanderern) in die Schuhe zu schieben und damit den jahrelangen Missbrauch durch die ehemaligen Kolonialmächte zu beschönigen.“
Ronald Glasbergen von Screenanarchy urteilte, dem Team um Baloji gelinge es, das Leben im Kongobecken heute und damals überzeugend darzustellen.

## Auszeichnungen
- 2025: Spezialpreis der Jury beim International Film Festival Rotterdam
- 2025: DOK.fest-München-Nominierung für die DOK.horizonte Competition